# Eternal Pyre
Eternal Pyre er en ep af thrash metalbandet Slayer. Der blev kun fremstillet 5.000 eksemplarer, som blev solgt eksklusivt gennem Hot Topic butikskæden. Den blev udgivet 6. juni 2006 gennem American Recordings.

## Modtagelse
Ep'en kom ind som nummer 48 på de svenske hitlisten, og nummer 2 på de finske,, nummer 3 på de danske,  Nuclear Blast Records udgav yderligere en 7" vinyl i kun 1.000 eksemplarer 30. juni.

## Spor
- "Cult" – "5:02"

## Video indhold
- "War Ensemble" – (Live i Tyskland)

- Slayer – In the Studio, Behind the Scenes

## Medvirkende
- Tom Araya – bas, sang
- Jeff Hanneman – guitar
- Kerry King – guitar
- Dave Lombardo – trommer

## Fodnoter
1. ↑  "SLAYER: 'Eternal Pyre' Single Lands At No. 48 On Swedish Chart". At Blabbermouth.net Arkiveret 10. marts 2007 hos  Wayback Machine.
2. ↑  "SLAYER: 'Eternal Pyre' Single Enters Finnish Chart At No. 2!", July 5 2006. At Blabbermouth.net Arkiveret 10. marts 2007 hos  Wayback Machine; last accessed January 15, 2007.
3. ↑  danishcharts.com/showitem.asp?interpret=Slayer&titel=Eternal+Pyre&cat=s
4. ↑  "SLAYER: 'Eternal Pyre' 7" Vinyl Picture-Disc Single To Be Released This Month", June 27 2006. At Blabbermouth.net Arkiveret 6. juni 2011 hos  Wayback Machine; last accessed January 15, 2007.